# Palácio Estatal do Kremlin

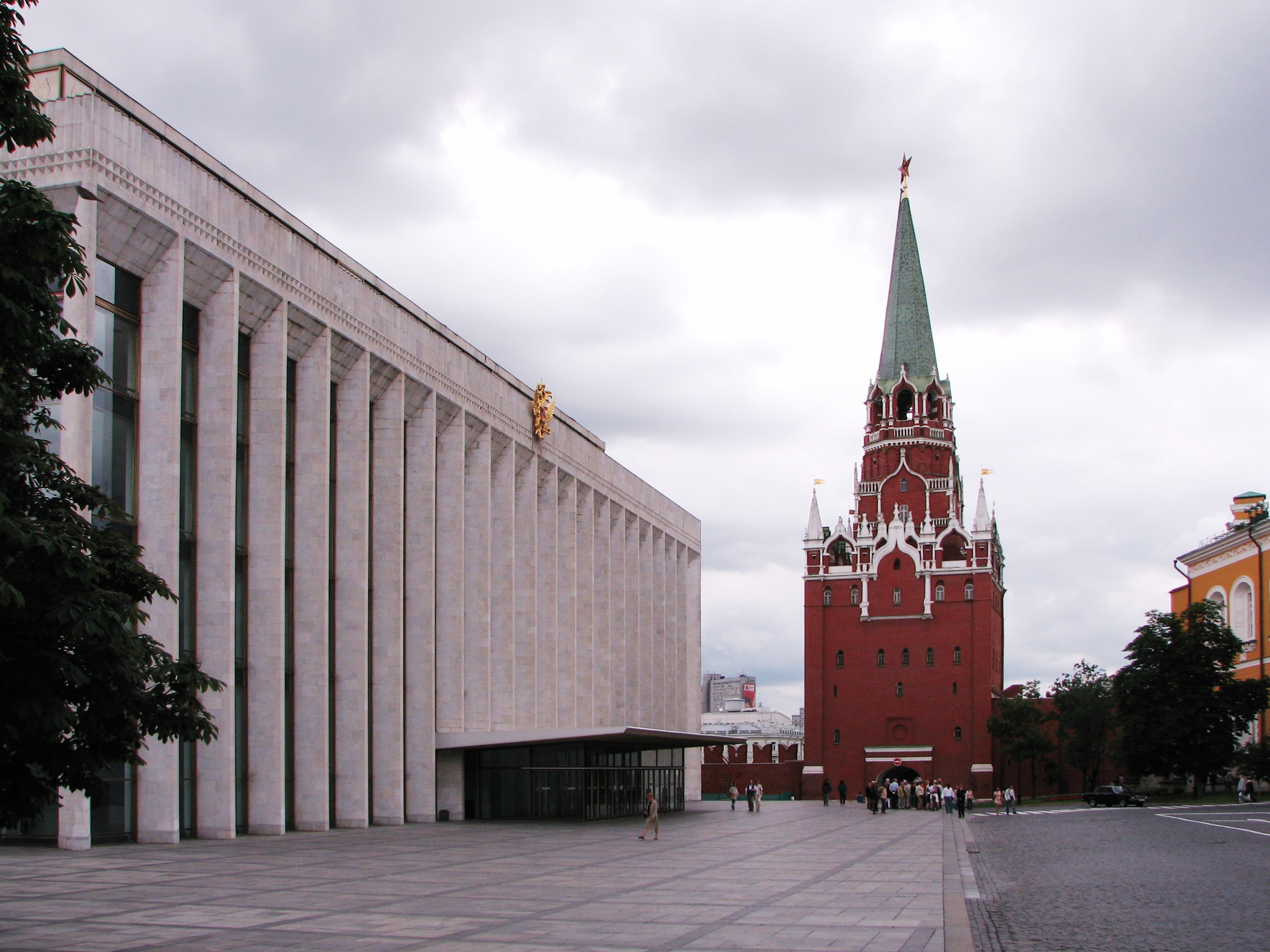
Palácio Estatal com a Torre da Trindade ao fundo

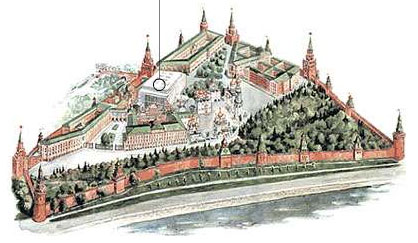
Localização do Palácio Estatal do Kremlin na planta do Kremlin.

O Palácio Estatal do Kremlin (em russo: Государственный Кремлёвский дворец) é um edifício de eventos localizado no Kremlin de Moscovo. Foi erguido em 1961, sendo, por esse motivo, o palácio mais recente no território do Kremlin. Quando foi construído recebeu o nome de Palácio dos Congressos, só passando a ostentar a designação actual a partir de 1992. O Palácio Estatal do Kremlin não deve ser confundido com o Grande Palácio do Kremlin, concluído em 1849, o qual serviu de residência dos czares em Moscovo até 1917.

## História
O Palácio Estatal do Kremlin foi construído entre os anos de 1960 e 1961. Para se obter espaço para a sua construção, foi demolido um edifício que servira de museu do arsenal antes da construção do Palácio do Arsenal do Kremlin, assim como vários edifícios residenciais destinados aos militares. Inicialmente, o Palácio Estatal do Kremlin teve o nome de Palácio de Congressos do Kremlin (Кремлёвский Дворец Съездов), pois foi concebido, principalmente, para as reuniões do Partido Comunista da União Soviética, as quais se realizavam anteriormente no Grande Palácio do Kremlin. O novo palácio de congressos foi concluído em Outubro de 1961, a tempo do XXII congresso do PCUS, iniciado no dia 17 daquele mês. O principal arquitecto do edifício foi Michail Posochin, conhecido pelo desenvolvimento de vários projectos espectaculares, e por vezes controversos, em Moscovo na segunda metade do século XX (incluindo o arranha-ceús residencial na Praça Kudrinskaja e o complexo desportivo Olimpijski).
Mesmo na época da União Soviética, além de encontros políticos, também eram organizados no Palácio de Congressos concertos e cerimónias. Os acontecimentos que ficaram mais conhecidos foram as apresentações, por um longo período de tempo, dos ballets do Teatro Bolshoi, assim como a realização anual, por altura do Ano Novo, duma grande festa de Natal para crianças (a chamada "Festa Jolka").
Depois da dissolução da União Soviética e do PCUS, deixou de existir o propósito inicial do Palácio de Congressos. Pouco tempo depois, o palácio foi rebaptizado como Palácio Estatal do Kremlin, sendo usado somente para a realização de eventos até à actualidade. Além de ser local de celebrações, conferências ou exposições, o Palácio Estatal do Kremlin tem servido, nos últimos anos, como sede de vários campeonatos mundiais de xadrez e, principalmente, como palco para concertos fortemente assistidos. Entre os artistas conhecidos internacionalmente que já actuaram no Palácio Estatal do Kremlin, podem citar-se, por exemplo, Elton John, Tina Turner, Sting, Bryan Adams, Ray Charles, Chris Rea e Eric Clapton.

## Descrição geral
O edifício está localizado nas proximidades da Torre da Trindade (Tróitskaya), uma das tores inseridas na muralha do Kremlin, onde se encontra uma das duas entradas pelas quais o visitante pode entrar na fortaleza. Entrando por aqui, o Palácio Estatal do Kremlin é o primeiro edifício que se pode ver do lado direito.
A sua arquitectura é simples e lacónica. A parte principal do edifício, com os seus 27 metros de altura, apresenta uma simples forma rectangular. Na concepção das fachadas foram utilizados, principalmente, vidros pulidos separados entre si por estrreitos pilares triangulares de mármore branco, oferecendo à vista um espaçoso vestíbulo e amplas escadarias, sendo difícil diferenciar o betão à primeira vista. Sobre a entrada principal, que se opõe directamente à fachada sul do Palácio do Arsenal do Kremlin de Moscovo, é visível um modelo dourado do Brasão de armas da Rússia, o qual substituiu, no início da década de 1990, o Brasão de armas da União Soviética.
O interior do Palácio Estatal do Kremlin é constituido por por 800 espaços, com uma parte significativa , é constituído pelo Estado Kremlin Palácio de 800 quartos, sendo uma parte significativa da área ocupada pelo salão principal do primeiro andar, com capacidade para 6.000. Actualmente, este salão, com o seu grande palco de cerca de 450 m², serve para a realização de concertos e de outros espectáculos. Sobre o salão de concertos fica o salão de festas, onde cabem até 4.500 pessoas ao mesmo tempo. As divisões situadas nas caves, onde se encontram os guarda-roupas e os espaços de serviço, estão distribuidas por vários andares com uma altura total de 16 metros.